# Jestřebice (Dobřeň)
Jestřebice jsou vesnice a část obce Dobřeň v okrese Mělník ve Středočeském kraji. Nachází se asi 2,5 kilometru jihovýchodně od Dobřeně. Jižní část vesnice, kterou od hlavní části dělí asi 200 metrů bez zástavby, se nazývá Malá Jestřebice. Ves Jestřebice, která se nachází na území chráněné krajinné oblasti Kokořínsko – Máchův kraj, je od roku 1995 chráněna jako vesnická památková zóna. Jestřebice leží v katastrálním území Jestřebice u Kokořína o rozloze 8,01 km². V katastrálním území Jestřebice u Kokořína leží i Klučno.

## Historie
První písemná zmínka o vesnici pochází z roku 1407.

## Přírodní poměry
Vesnice stojí v chráněné krajinné oblasti Kokořínsko – Máchův kraj. Do oblasti východně a jihovýchodně od vesnice zasahuje přírodní rezervace Kokořínský důl.

## Obyvatelstvo
Při sčítání lidu v roce 1921 ve vsi žilo 333 obyvatel (z toho 156 mužů), z nichž bylo 44 Čechoslováků, 275 Němců a čtrnáct cizinců. Kromě šesti evangelíků a dvou lidí bez vyznání byli římskými katolíky. Podle sčítání lidu z roku 1930 měla vesnice 313 obyvatel: 85 Čechoslováků a 228 Němců. Patnáct lidí bylo evangelíky, jeden patřil k církvi československé, tři lidé byli bez vyznání a ostatní se hlásili k římskokatolické církvi.
| Rok            | 1869 | 1880 | 1890 | 1900 | 1910 | 1921 | 1930 | 1950 | 1961 | 1970 | 1980 | 1991 | 2001 | 2011 | 2021 |
| -------------- | ---- | ---- | ---- | ---- | ---- | ---- | ---- | ---- | ---- | ---- | ---- | ---- | ---- | ---- | ---- |
| Počet obyvatel | 431  | 444  | 415  | 373  | 341  | 333  | 313  | 123  | 121  | 110  | 71   | 74   | 73   | 116  | 92   |
| Počet domů     | 71   | 72   | 82   | 82   | 80   | 78   | 75   | 59   | 59   | 31   | 25   | 77   | 73   | 77   | 77   |

## Obecní správa
Při sčítání lidu v letech 1850–1960 Jestřebice byly samostatnou obcí, se kterým patřily nejprve do okresu Dubá, ale v roce 1950 v okrese Doksy a od roku 1960 v okrese Mělník. Od 1. července 1960 do 31. prosince 1979 byly částí obce Dobřeň v okrese Mělník. Od 1. ledna 1980 do 23. listopadu 1990 byly částí obce Kokořín v okrese Mělník. Od 24. listopadu 1990 jsou opět částí obce Dobřeň v okrese Mělník. V letech 1850–1960 k obci patřilo Klučno.

## Pamětihodnosti
- Na území Jestřebice je památkově chráněno celkem 23 venkovských, většinou roubených domů či usedlostí a dalších objektů. Důvodem vyhlášení vesnické památkové zóny byla kromě značného počtu staveb lidové architektury i skutečnost, že v rozvržení zástavby se dosud projevuje její středověké založení se zachovalou původní kruhovou návsí.[3] V památkově chráněném patrovém zděném domě čp. 30, k němuž přiléhá roubená patrová sýpka s kolnou, je sídlo obecního úřadu obce Dobřeň.[10][11]
- Vodní mlýn – Hlučov

## Galerie

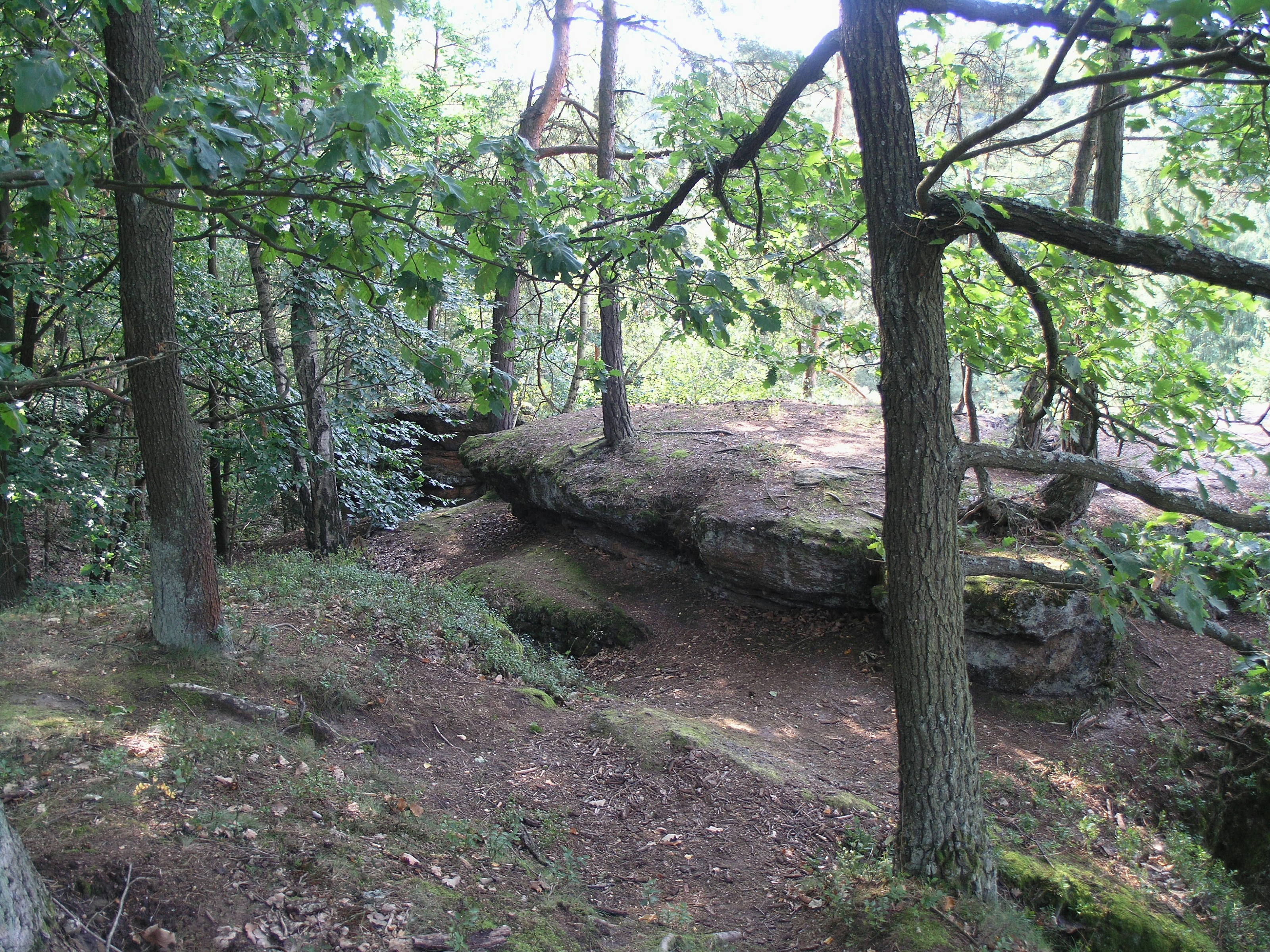
Jestřebické pokličky
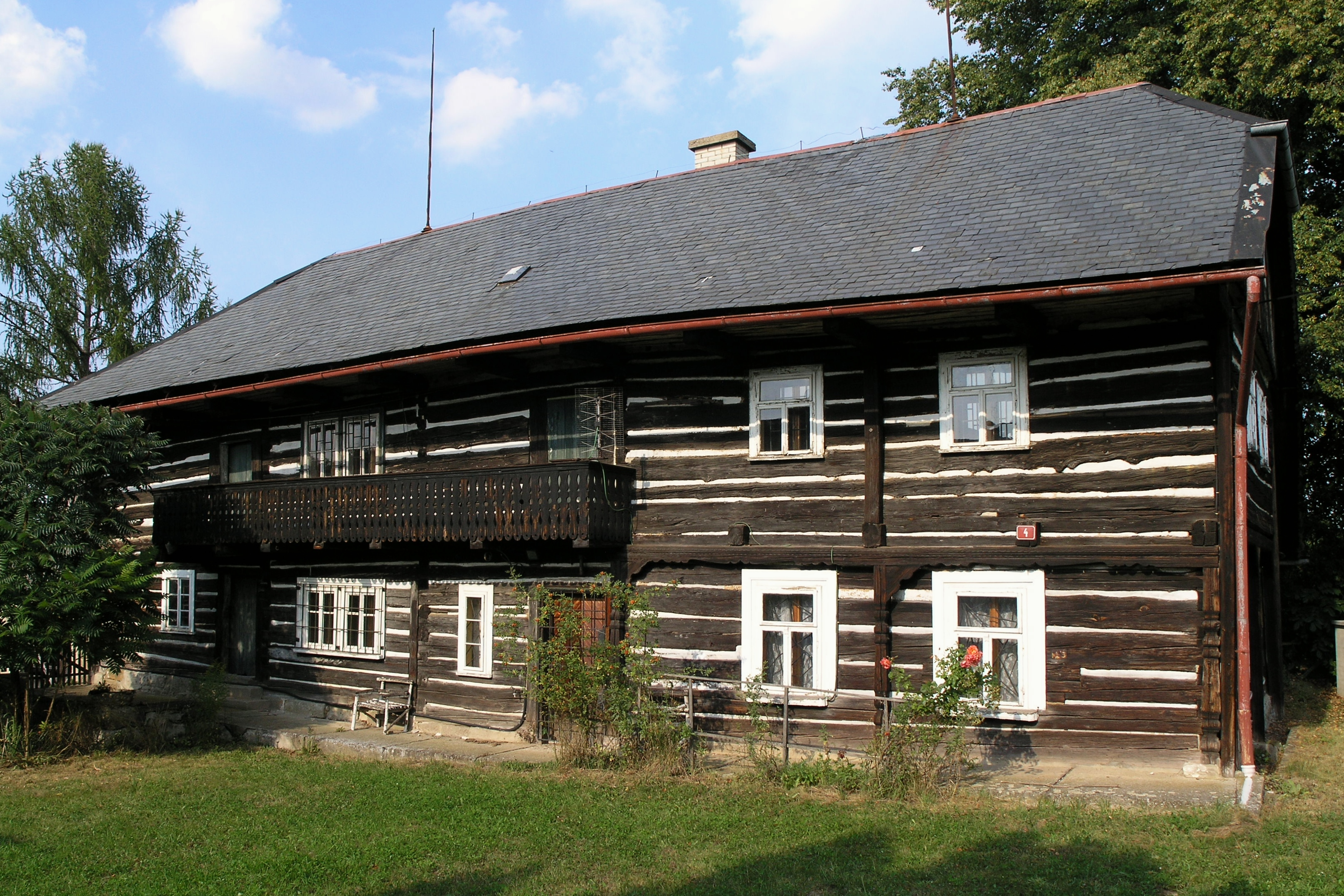
Roubený dům s podstávkou
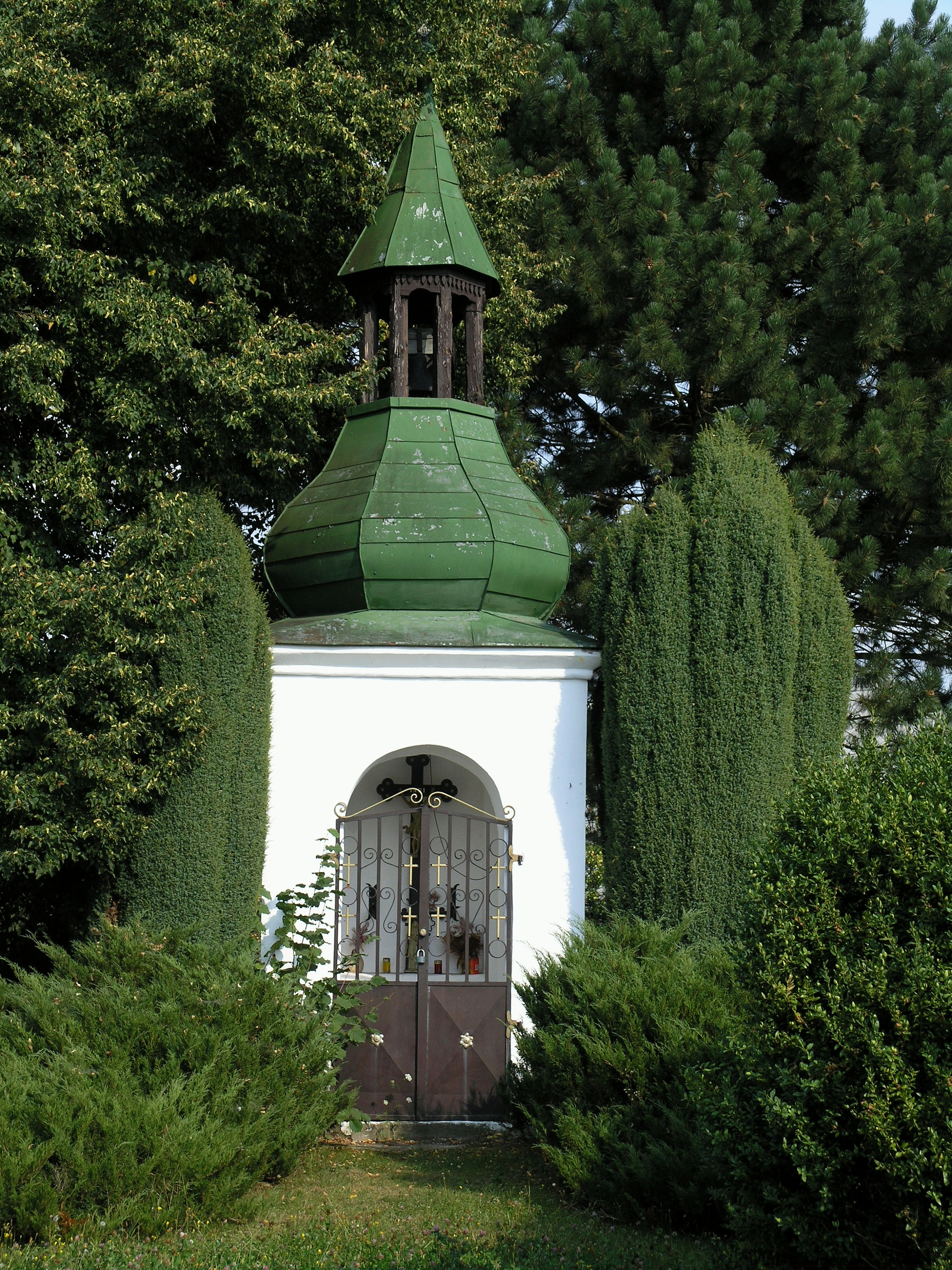
Kaplička
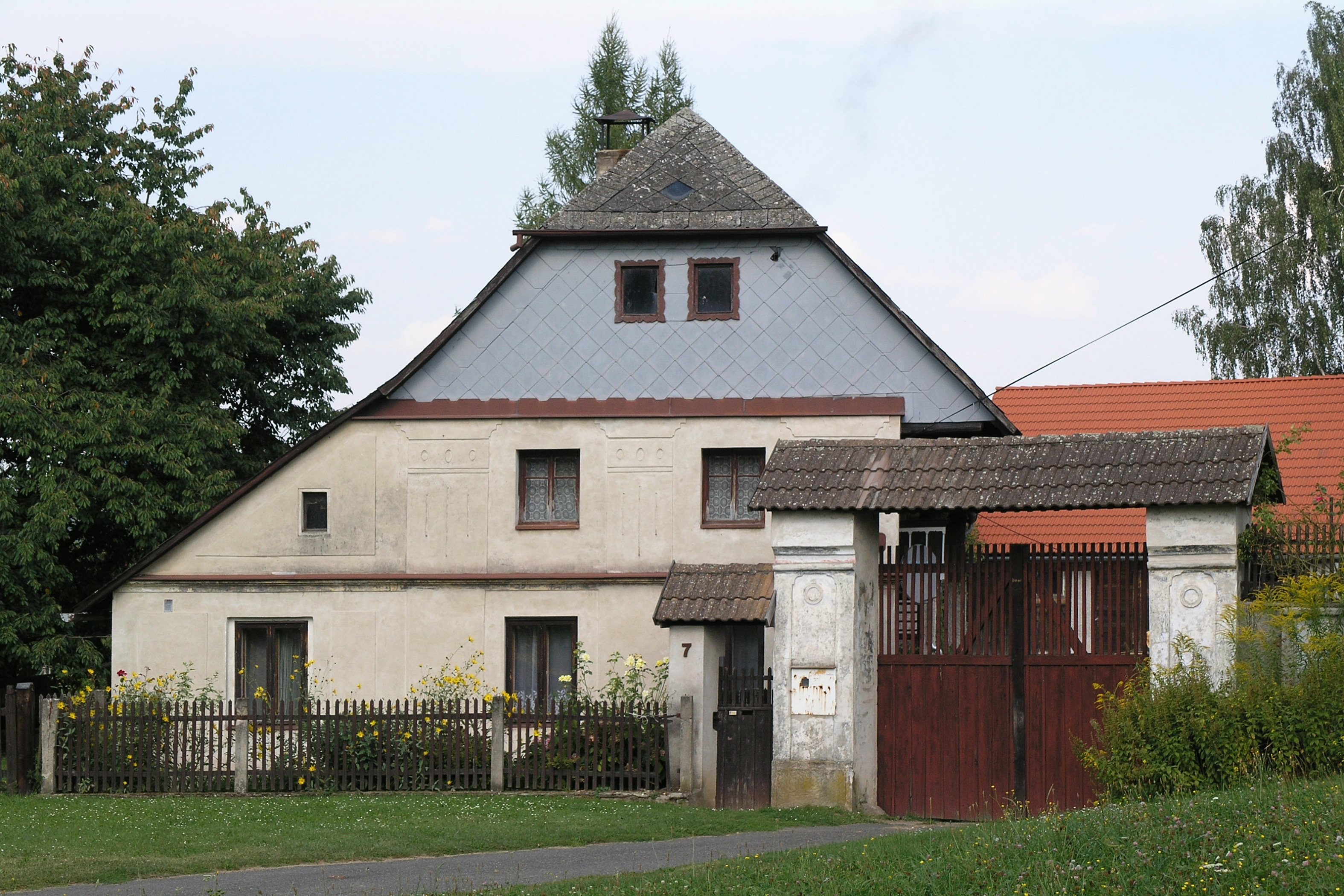
Venkovská usedlost
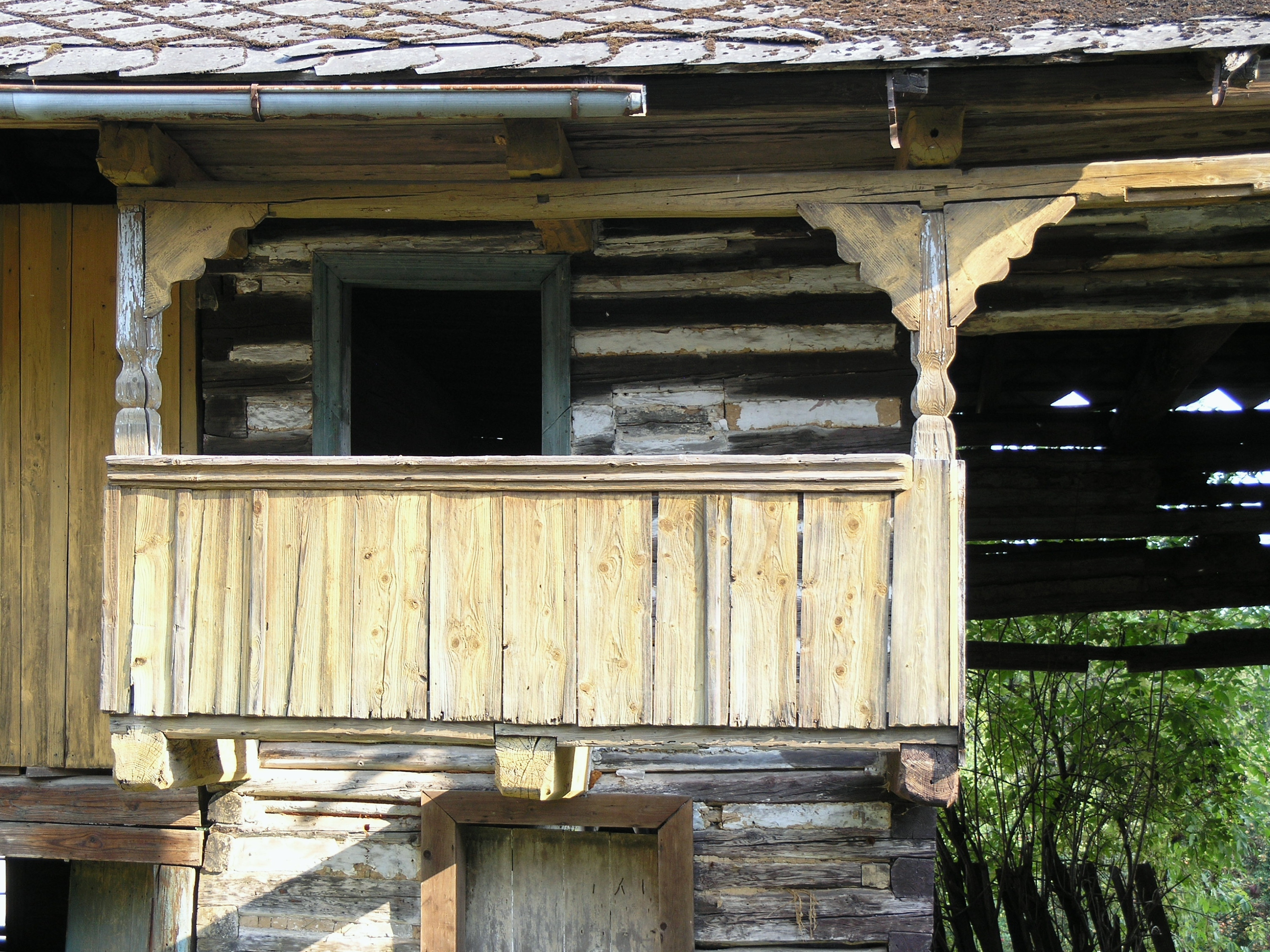
Pavlač usedlosti čp. 38